# Uayma (kommun)
Uayma är en kommun i Mexiko.   Den ligger i delstaten Yucatán, i den östra delen av landet, 1 100 km öster om huvudstaden Mexico City. Antalet invånare är 3 783. Arean är 197 kvadratkilometer.
Terrängen i Uayma är mycket platt.
Följande samhällen finns i Uayma:
- Uayma